# 4e étape du Tour d'Espagne 2019
Pour un article plus général, voir Tour d'Espagne 2019.
La 4e étape du Tour d'Espagne 2019 se déroule le mardi 27 août 2019, sous la forme d'une étape de plaine, entre Cullera et El Puig, sur une distance de 177 km.

## Résultats

### Classement de l'étape
| \| Classement de l'étape \| Classement de l'étape \| Classement de l'étape \| Classement de l'étape \| Classement de l'étape \| \| Coureur \| Coureur \| Pays \| Équipe \| Temps \| \| --------------------- \| --------------------- \| --------------------- \| ---------------------- \| --------------------- \| \| 1er \| Fabio Jakobsen \| Pays-Bas \| Deceuninck-Quick Step \| 4 h 04 min 16 s \| \| 2e \| Sam Bennett \| Irlande \| Bora-Hansgrohe \| + 0 s \| \| 3e \| Fernando Gaviria \| Colombie \| UAE Team Emirates \| + 0 s \| \| 4e \| Luka Mezgec \| Slovénie \| Mitchelton-Scott \| + 0 s \| \| 5e \| Marc Sarreau \| France \| Groupama-FDJ \| + 0 s \| \| 6e \| Szymon Sajnok \| Pologne \| CCC Team \| + 0 s \| \| 7e \| Edvald Boasson Hagen \| Norvège \| Dimension Data \| + 0 s \| \| 8e \| Jon Aberasturi \| Espagne \| Caja Rural-Seguros RGA \| + 0 s \| \| 9e \| Clément Venturini \| France \| AG2R La Mondiale \| + 0 s \| \| 10e \| Maximiliano Richeze \| Argentine \| Deceuninck-Quick Step \| + 0 s \| |                      |           |                        |                 |
| |                      |           |                        |                 |
| Source : ProCyclingStats |                      |           |                        |                 |
| Classement de l'étape |                      |           |                        |                 |
| Coureur | Coureur              | Pays      | Équipe                 | Temps           |
| 1er | Fabio Jakobsen       | Pays-Bas  | Deceuninck-Quick Step  | 4 h 04 min 16 s |
| 2e | Sam Bennett          | Irlande   | Bora-Hansgrohe         | + 0 s           |
| 3e | Fernando Gaviria     | Colombie  | UAE Team Emirates      | + 0 s           |
| 4e | Luka Mezgec          | Slovénie  | Mitchelton-Scott       | + 0 s           |
| 5e | Marc Sarreau         | France    | Groupama-FDJ           | + 0 s           |
| 6e | Szymon Sajnok        | Pologne   | CCC Team               | + 0 s           |
| 7e | Edvald Boasson Hagen | Norvège   | Dimension Data         | + 0 s           |
| 8e | Jon Aberasturi       | Espagne   | Caja Rural-Seguros RGA | + 0 s           |
| 9e | Clément Venturini    | France    | AG2R La Mondiale       | + 0 s           |
| 10e | Maximiliano Richeze  | Argentine | Deceuninck-Quick Step  | + 0 s           |

## Classements à l'issue de l'étape

### Classement général
| \| Classement général \| Classement général \| Classement général \| Classement général \| Classement général \| \| Coureur \| Coureur \| Pays \| Équipe \| Temps \| \| ------------------ \| ------------------ \| ------------------ \| ------------------ \| ------------------ \| \| 1er \| Nicolas Roche \| Irlande \| Team Sunweb \| 13 h 55 min 30 s \| \| 2e \| Nairo Quintana \| Colombie \| Movistar Team \| + 2 s \| \| 3e \| Rigoberto Urán \| Colombie \| EF Education First \| + 8 s \| \| 4e \| Mikel Nieve \| Espagne \| Mitchelton-Scott \| + 22 s \| \| 5e \| Miguel Ángel López \| Colombie \| Astana \| + 33 s \| \| 6e \| Primož Roglič \| Slovénie \| Team Jumbo-Visma \| + 35 s \| \| 7e \| Sergio Higuita \| Colombie \| EF Education First \| + 37 s \| \| 8e \| Wilco Kelderman \| Pays-Bas \| Team Sunweb \| + 38 s \| \| 9e \| Davide Formolo \| Italie \| Bora-Hansgrohe \| + 46 s \| \| 10e \| Rafał Majka \| Pologne \| Bora-Hansgrohe \| + 46 s \| |                    |          |                    |                  |
| |                    |          |                    |                  |
| Source : ProCyclingStats |                    |          |                    |                  |
| Classement général |                    |          |                    |                  |
| Coureur | Coureur            | Pays     | Équipe             | Temps            |
| 1er | Nicolas Roche      | Irlande  | Team Sunweb        | 13 h 55 min 30 s |
| 2e | Nairo Quintana     | Colombie | Movistar Team      | + 2 s            |
| 3e | Rigoberto Urán     | Colombie | EF Education First | + 8 s            |
| 4e | Mikel Nieve        | Espagne  | Mitchelton-Scott   | + 22 s           |
| 5e | Miguel Ángel López | Colombie | Astana             | + 33 s           |
| 6e | Primož Roglič      | Slovénie | Team Jumbo-Visma   | + 35 s           |
| 7e | Sergio Higuita     | Colombie | EF Education First | + 37 s           |
| 8e | Wilco Kelderman    | Pays-Bas | Team Sunweb        | + 38 s           |
| 9e | Davide Formolo     | Italie   | Bora-Hansgrohe     | + 46 s           |
| 10e | Rafał Majka        | Pologne  | Bora-Hansgrohe     | + 46 s           |

| Classement par points | Classement par points | Classement par points | Classement par points  | Classement par points |
| Coureur               | Coureur               | Pays                  | Équipe                 | Points                |
| --------------------- | --------------------- | --------------------- | ---------------------- | --------------------- |
| 1er                   | Sam Bennett           | Irlande               | Bora-Hansgrohe         | 45 pts                |
| 2e                    | Fabio Jakobsen        | Pays-Bas              | Deceuninck-Quick Step  | 34 pts                |
| 3e                    | Nairo Quintana        | Colombie              | Movistar Team          | 25 pts                |
| 4e                    | Luka Mezgec           | Slovénie              | Mitchelton-Scott       | 25 pts                |
| 5e                    | Edward Theuns         | Belgique              | Trek-Segafredo         | 22 pts                |
| 6e                    | Jon Aberasturi        | Espagne               | Caja Rural-Seguros RGA | 22 pts                |
| 7e                    | Nicolas Roche         | Irlande               | Team Sunweb            | 20 pts                |
| 8e                    | Primož Roglič         | Slovénie              | Team Jumbo-Visma       | 18 pts                |
| 9e                    | Szymon Sajnok         | Pologne               | CCC Team               | 17 pts                |
| 10e                   | Marc Sarreau          | France                | Groupama-FDJ           | 17 pts                |

| Classement par points | Classement par points | Classement par points | Classement par points  | Classement par points |
| Coureur               | Coureur               | Pays                  | Équipe                 | Points                |
| --------------------- | --------------------- | --------------------- | ---------------------- | --------------------- |
| 1er                   | Sam Bennett           | Irlande               | Bora-Hansgrohe         | 45 pts                |
| 2e                    | Fabio Jakobsen        | Pays-Bas              | Deceuninck-Quick Step  | 34 pts                |
| 3e                    | Nairo Quintana        | Colombie              | Movistar Team          | 25 pts                |
| 4e                    | Luka Mezgec           | Slovénie              | Mitchelton-Scott       | 25 pts                |
| 5e                    | Edward Theuns         | Belgique              | Trek-Segafredo         | 22 pts                |
| 6e                    | Jon Aberasturi        | Espagne               | Caja Rural-Seguros RGA | 22 pts                |
| 7e                    | Nicolas Roche         | Irlande               | Team Sunweb            | 20 pts                |
| 8e                    | Primož Roglič         | Slovénie              | Team Jumbo-Visma       | 18 pts                |
| 9e                    | Szymon Sajnok         | Pologne               | CCC Team               | 17 pts                |
| 10e                   | Marc Sarreau          | France                | Groupama-FDJ           | 17 pts                |

| Classement de la montagne | Classement de la montagne | Classement de la montagne | Classement de la montagne     | Classement de la montagne |
| Coureur                   | Coureur                   | Pays                      | Équipe                        | Points                    |
| ------------------------- | ------------------------- | ------------------------- | ----------------------------- | ------------------------- |
| 1er                       | Ángel Madrazo             | Espagne                   | Burgos-BH                     | 15 pts                    |
| 2e                        | Alejandro Valverde        | Espagne                   | Movistar Team                 | 5 pts                     |
| 3e                        | Sander Armée              | Belgique                  | Lotto-Soudal                  | 4 pts                     |
| 4e                        | Jelle Wallays             | Belgique                  | Lotto-Soudal                  | 3 pts                     |
| 5e                        | Pierre Latour             | France                    | AG2R La Mondiale              | 3 pts                     |
| 6e                        | Jonathan Lastra           | Espagne                   | Caja Rural-Seguros RGA        | 3 pts                     |
| 7e                        | Ruben Guerreiro           | Portugal                  | Katusha-Alpecin               | 2 pts                     |
| 8e                        | Héctor Sáez               | Espagne                   | Euskadi Basque Country-Murias | 2 pts                     |
| 9e                        | Jorge Cubero              | Espagne                   | Burgos-BH                     | 2 pts                     |
| 10e                       | George Bennett            | Nouvelle-Zélande          | Team Jumbo-Visma              | 1 pt                      |

| Classement de la montagne | Classement de la montagne | Classement de la montagne | Classement de la montagne     | Classement de la montagne |
| Coureur                   | Coureur                   | Pays                      | Équipe                        | Points                    |
| ------------------------- | ------------------------- | ------------------------- | ----------------------------- | ------------------------- |
| 1er                       | Ángel Madrazo             | Espagne                   | Burgos-BH                     | 15 pts                    |
| 2e                        | Alejandro Valverde        | Espagne                   | Movistar Team                 | 5 pts                     |
| 3e                        | Sander Armée              | Belgique                  | Lotto-Soudal                  | 4 pts                     |
| 4e                        | Jelle Wallays             | Belgique                  | Lotto-Soudal                  | 3 pts                     |
| 5e                        | Pierre Latour             | France                    | AG2R La Mondiale              | 3 pts                     |
| 6e                        | Jonathan Lastra           | Espagne                   | Caja Rural-Seguros RGA        | 3 pts                     |
| 7e                        | Ruben Guerreiro           | Portugal                  | Katusha-Alpecin               | 2 pts                     |
| 8e                        | Héctor Sáez               | Espagne                   | Euskadi Basque Country-Murias | 2 pts                     |
| 9e                        | Jorge Cubero              | Espagne                   | Burgos-BH                     | 2 pts                     |
| 10e                       | George Bennett            | Nouvelle-Zélande          | Team Jumbo-Visma              | 1 pt                      |

| Classement du meilleur jeune | Classement du meilleur jeune | Classement du meilleur jeune | Classement du meilleur jeune | Classement du meilleur jeune |
| Coureur                      | Coureur                      | Pays                         | Équipe                       | Temps                        |
| ---------------------------- | ---------------------------- | ---------------------------- | ---------------------------- | ---------------------------- |
| 1er                          | Miguel Ángel López           | Colombie                     | Astana                       | 13 h 56 min 03 s             |
| 2e                           | Sergio Higuita               | Colombie                     | EF Education First           | + 4 s                        |
| 3e                           | Alex Aranburu                | Espagne                      | Caja Rural-Seguros RGA       | + 37 s                       |
| 4e                           | Tadej Pogačar                | Slovénie                     | UAE Team Emirates            | + 1 min 07 s                 |
| 5e                           | James Knox                   | Royaume-Uni                  | Deceuninck-Quick Step        | + 1 min 08 s                 |
| 6e                           | Hugh Carthy                  | Royaume-Uni                  | EF Education First           | + 1 min 13 s                 |
| 7e                           | Daniel Martínez              | Colombie                     | EF Education First           | + 1 min 13 s                 |
| 8e                           | Kilian Frankiny              | Suisse                       | Groupama-FDJ                 | + 1 min 22 s                 |
| 9e                           | Mark Padun                   | Ukraine                      | Bahrain-Merida               | + 1 min 32 s                 |
| 10e                          | Ruben Guerreiro              | Portugal                     | Katusha-Alpecin              | + 1 min 39 s                 |

| Classement du meilleur jeune | Classement du meilleur jeune | Classement du meilleur jeune | Classement du meilleur jeune | Classement du meilleur jeune |
| Coureur                      | Coureur                      | Pays                         | Équipe                       | Temps                        |
| ---------------------------- | ---------------------------- | ---------------------------- | ---------------------------- | ---------------------------- |
| 1er                          | Miguel Ángel López           | Colombie                     | Astana                       | 13 h 56 min 03 s             |
| 2e                           | Sergio Higuita               | Colombie                     | EF Education First           | + 4 s                        |
| 3e                           | Alex Aranburu                | Espagne                      | Caja Rural-Seguros RGA       | + 37 s                       |
| 4e                           | Tadej Pogačar                | Slovénie                     | UAE Team Emirates            | + 1 min 07 s                 |
| 5e                           | James Knox                   | Royaume-Uni                  | Deceuninck-Quick Step        | + 1 min 08 s                 |
| 6e                           | Hugh Carthy                  | Royaume-Uni                  | EF Education First           | + 1 min 13 s                 |
| 7e                           | Daniel Martínez              | Colombie                     | EF Education First           | + 1 min 13 s                 |
| 8e                           | Kilian Frankiny              | Suisse                       | Groupama-FDJ                 | + 1 min 22 s                 |
| 9e                           | Mark Padun                   | Ukraine                      | Bahrain-Merida               | + 1 min 32 s                 |
| 10e                          | Ruben Guerreiro              | Portugal                     | Katusha-Alpecin              | + 1 min 39 s                 |

| Classement par équipes | Classement par équipes | Classement par équipes | Classement par équipes |
| Équipe                 | Équipe                 | Pays                   | Temps                  |
| ---------------------- | ---------------------- | ---------------------- | ---------------------- |
| 1re                    | Team Sunweb            | Allemagne              | 41 h 19 min 06 s       |
| 2e                     | EF Education First     | États-Unis             | + 2 s                  |
| 3e                     | Movistar Team          | Espagne                | + 6 s                  |
| 4e                     | Mitchelton-Scott       | Australie              | + 16 s                 |
| 5e                     | Team Jumbo-Visma       | Pays-Bas               | + 35 s                 |
| 6e                     | UAE Team Emirates      | Émirats arabes unis    | + 1 min 02 s           |
| 7e                     | Astana                 | Kazakhstan             | + 1 min 33 s           |
| 8e                     | AG2R La Mondiale       | France                 | + 2 min 10 s           |
| 9e                     | Caja Rural-Seguros RGA | Espagne                | + 2 min 10 s           |
| 10e                    | Deceuninck-Quick Step  | Belgique               | + 2 min 34 s           |

| Classement par équipes | Classement par équipes | Classement par équipes | Classement par équipes |
| Équipe                 | Équipe                 | Pays                   | Temps                  |
| ---------------------- | ---------------------- | ---------------------- | ---------------------- |
| 1re                    | Team Sunweb            | Allemagne              | 41 h 19 min 06 s       |
| 2e                     | EF Education First     | États-Unis             | + 2 s                  |
| 3e                     | Movistar Team          | Espagne                | + 6 s                  |
| 4e                     | Mitchelton-Scott       | Australie              | + 16 s                 |
| 5e                     | Team Jumbo-Visma       | Pays-Bas               | + 35 s                 |
| 6e                     | UAE Team Emirates      | Émirats arabes unis    | + 1 min 02 s           |
| 7e                     | Astana                 | Kazakhstan             | + 1 min 33 s           |
| 8e                     | AG2R La Mondiale       | France                 | + 2 min 10 s           |
| 9e                     | Caja Rural-Seguros RGA | Espagne                | + 2 min 10 s           |
| 10e                    | Deceuninck-Quick Step  | Belgique               | + 2 min 34 s           |

## Abandons
-Steven Kruijswijk  Jumbo-Visma abandon